# Tarphius epinae
Tarphius epinae is een keversoort uit de familie somberkevers (Zopheridae). De wetenschappelijke naam van de soort werd in 1986 gepubliceerd door Gillerfors.